# Uchabach
Der Uchabach oder die Ucha ist ein 7,15 km langer, linker und südlicher Zufluss der Pfreimd im Landkreis Neustadt an der Waldnaab in der Oberpfalz in Bayern.

## Name, Herkunft und Bedeutung
Das Gewässer wurde 1336 („iuxta fluuium Ocha“) erstmals urkundlich erwähnt. 
Zur Herkunft und Bedeutung des Namens "Ucha" (früher auch: Ocha, Ochaha, Uochaha; mundartlich: Ouche) gibt es verschiedene Erklärungen.
- Einmal wird Ucha auf das germanische Adjektiv *ukʷa- (etymologisch verwandt mit griechisch: hygros) zurückgeführt, welches "feucht", "feucht machen" bedeutet. Die ursprüngliche Endung "aha" ist das althochdeutsche Wort für "Wasser, Fluss".[3]
- eine andere Erklärung leitet Ucha von Oka und damit von keltisch und altkymrisch "auc", "oc" ab, was "schnell" bedeutet. Damit hätte Ucha die Bedeutung "Die Schnelle".[4]

## Geographie

### Verlauf
Der Uchabach entsteht aus mehreren Quellbächen am Nordhang des Schwangbühls im Tännesberger Wald.
Einer dieser Quellbäche entspringt aus der ergiebigen Quelle „Kochlöffelbrunnen“ in einem kleinen Feuchtgebiet.
Der Uchabach fließt zunächst nach Norden bis zur Stockwiese.
Dort wendet er sich nach Westen, passiert die Uchamühle und fließt zwischen Unterucha im Süden und Kranbühl im Norden durch ein enges Tal.
Beim Pfarrholz wendet sich der Uchabach wieder nach Norden.
Südlich von Böhmischbruck spaltet er sich in zwei Arme, die sich 90 m vor seiner Mündung in die Pfreimd wieder vereinigen.
Am Westrand der Altstadt von Böhmischbruck mündet der Uchabach in die Pfreimd.
Auf ihrem Lauf nimmt die Ucha einige unbenannte Bäche von rechts und mehrere unbenannte Bäche von links auf, die auf den quellenreichen Nordhängen des Tännesberger Waldes entspringen.

### Einzugsgebiet
Das 10,6 km² große Einzugsgebiet des Uchabachs liegt im Oberpfälzer Wald und erreicht seinen höchsten Punkt am Südosteck auf dem 770 m ü. NHN hohen Gipfel des Eisenbergs.
Auf einem recht kurzen Stück südlicher Wasserscheide von dort bis zum Schwangbühl liegt jenseits das Einzugsgebiet der Faustnitz, die über die Murach und die Schwarzach in die Naab entwässert. Westlich recht nahe an den Quellen des Uchabachs entspringt der Kainzbach, der das Gebiet westlich des Uchabachs etwas weiter abwärts zur Pfreimd entwässert. Nahe der Uchabachmündung fließt im Nordosten der kurze Bärenwinkelbach wenig oberhalb ebenfalls in die Pfreimd, im übrigen Osten nimmt dagegen der noch weiter pfreimdaufwärts mündende Tröbesbach den Abfluss zur anderen Seite der Wasserscheide auf.
Anteil am Einzugsgebiet haben im Westen Markt Tännesberg, dessen Gebiet ungefähr bis an den Bachlauf reicht und das Quellgebiet sogar ganz umfasst, im Osten Markt Moosbach, den geringsten im Nordosten die Kleinstadt Vohenstrauß. Die einzigen Siedlungsplätze am Lauf sind die beim Verlauf erwähnten, nämlich die zu Moosbach gehörende Uchamühle und das Mündungsdorf Böhmischbruck von Vohenstrauß. Daneben liegt nur noch das Moosbacher Dorf Etzgersrieth rechts über dem mittleren Tal im Einzugsgebiet, wenige Gebäude davon ausgenommen.
Kurz vor Böhmischbruck wird am rechten Talhang Granit gebrochen.